# 首字母縮略字

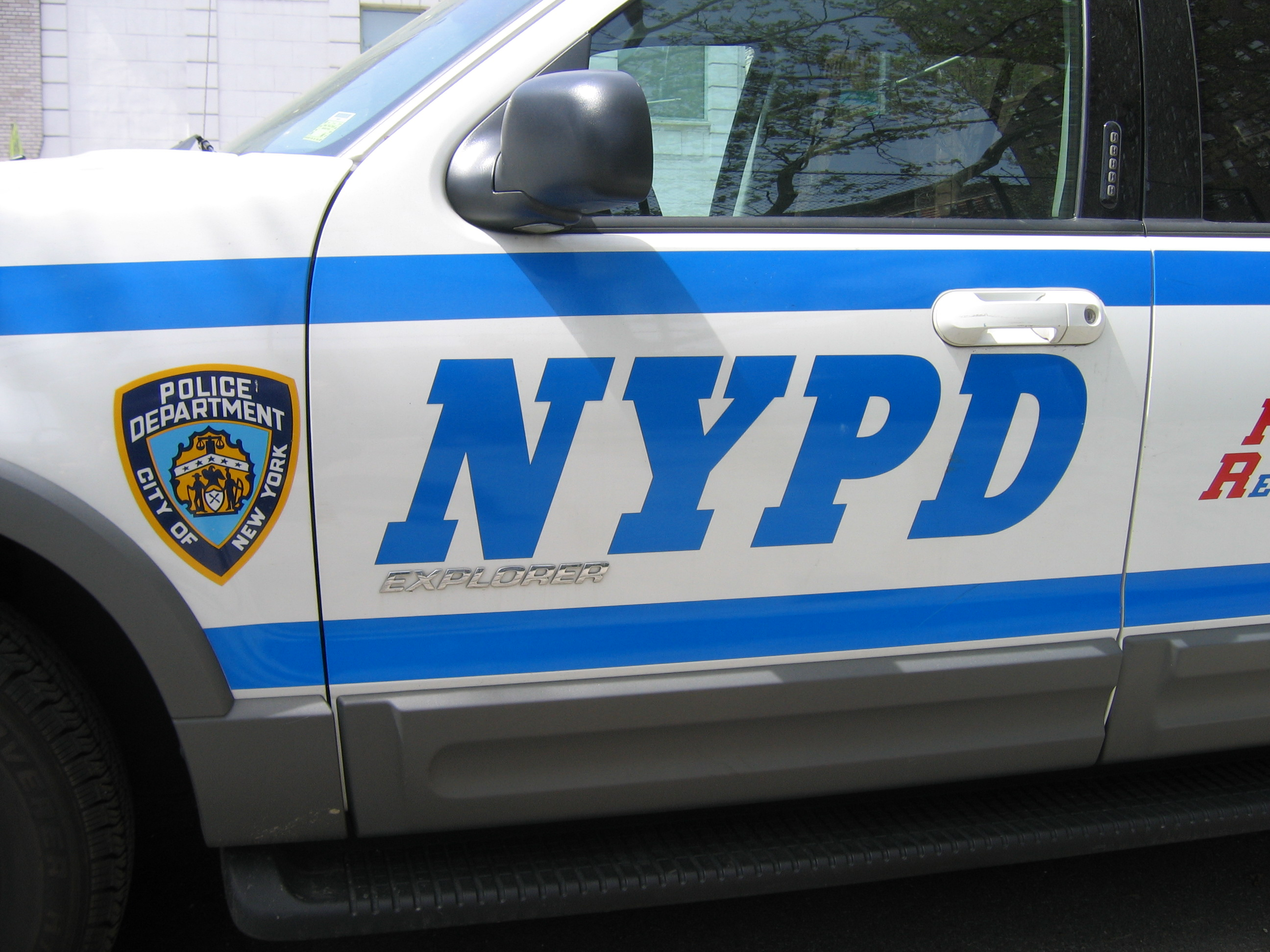
「NYPD」是「紐約警察局」（New York Police Department）的縮寫，用於警車側面

首字母縮略字（英語：acronym）或首字母缩略词，又稱 前缀组合词、頭字語、字首語、縮寫字，是將“幾個單詞或相關詞句的首字母（第一個字母）或前缀”合併縮寫，而組合成一個新字；此新字的發音則是依據這個新字書寫的方式。例如：英语 laser（激光）一字，就是取 Light Amplification by Stimulated Emission of Radiation 的首字母縮略字，其發音就是依據 laser 的英文发音规则來發音；又如北約的縮寫詞 NATO。
有時，首字母縮略字也採用幾個單詞分別的前幾個字母（或者第一個音節）合併而成，比如比荷盧三國關稅同盟在各種歐洲語文中的縮寫 Benelux 就是由三國名字的首字母Belgique/België, Nederland, Luxembourg合併而成。
人們常常可以潛移默化地認識認知這些單詞，卻沒有一個潛在的標準。這些縮寫詞在過去並沒有很廣泛的應用，直到二十世紀才逐漸流行起來。在西方語言中，這些縮寫詞屬於造詞法的範疇中，而且被看作是混合詞的一類。在中文裏這些詞逐漸被人們接受，被收錄到了現代漢語詞典的附錄裏。

## 例子

### 英语
Messenger，來自MErcury Surface, Space ENvironment, GEochemistry and Ranging的縮寫。是信使號的全寫。意譯為「水星表面、太空環境、地球化學與廣泛探索」。
Lisa，來自Laser Interferometer Space Antenna的縮寫，意指雷射干涉太空天線，曾是一個由美國太空總署（NASA）和歐洲太空總署（ESA）合作的重力波探測計劃 。

### 德语
與英語相比，德語更傾向於使用首字母縮略詞而不是首字母單個字母，儘管它也使用許多後一種類型。 音節類型的一些例子是盖世太保（Gestapo）而不是 GSP（Geheime Staatspolizei，“秘密國家警察”），高射砲（Flak）而非 FAK（Fliegerabwehrkanone），偵探部門警察（Kripo）而不是 KP（Kriminalpolizei）。 這種縮寫的延伸到普遍或異想天開的程度被嘲笑地稱為Aküfi（Abkürzungsfimmel，「縮寫的奇怪習慣」）。 
Aküfi 的例子包括 Vokuhila（Vokuhila，Vorne kurz、hinten lang，“前短後長”，即鯔魚髮型）和嘲笑阿道夫·希特勒的頭銜 Gröfaz（Größter Feldherr aller Zeiten，“最偉大的將軍”）。